# Kazimierz Rolewicz
Kazimierz Rolewicz, nazwisko przybrane „Zbigniew Solski”, ps. „Kama”, „Ira”, „Oko”, „Mila”, „Olgierd”, „Zbyszek”, „Solski” (ur. 18 stycznia 1898 w Borysławiu, zm. 9 lutego 1986 w Paryżu) – podpułkownik piechoty Wojska Polskiego i Armii Krajowej.

## Życiorys
Urodził się w rodzinie Jana, pracownika kopalni nafty „Jadwiga” w Borysławiu i Katarzyny z Dwulitów . Uczęszczał do gimnazjum w Samborze. W czasie nauki gimnazjalnej przejął na siebie ciężar utrzymania rodziny po śmierci ojca (1910); udzielał korepetycji. Po maturze (1916) został powołany do armii austriackiej. Walczył na froncie włoskim I wojny światowej, dochodząc do stopnia podporucznika. W czasie powrotu do Polski w 1918 był krótko więziony przez władze austriackie, wraz z przyszłym dowódcą AK Tadeuszem Komorowskim . 
Od 1919 służył w szeregach Wojska Polskiego. Brał udział w walkach o Lwów z siłami ukraińskimi, następnie w wojnie z Rosją. 5 kwietnia 1921 został przydzielony do Okręgowej Komendy Transportów Wojskowych Lwów z pozostawieniem w ewidencji 38 pułku piechoty. Po wojnie służył w 38 pp w Przemyślu. 3 maja 1922 został zweryfikowany w stopniu porucznika ze starszeństwem z dniem 1 czerwca 1919 i 2217. lokatą w korpusie oficerów piechoty. W sierpniu 1929 miał być przydzielony do baonu podchorążych rezerwy piechoty nr 9, ale przydział ten został anulowany. 2 grudnia 1930 został mianowany na stopień kapitana ze starszeństwem z 1 stycznia 1931 i 70. lokatą w korpusie oficerów piechoty.
Ukończył studia prawnicze, prawdopodobnie na Uniwersytecie Lwowskim; działał w harcerstwie w Przemyślu. Z dniem 1 lutego 1932 został przydzielony do dyspozycji Ministerstwa Spraw Wewnętrznych na okres sześciu miesięcy, z zachowaniem dotychczasowego dodatku służbowego. Z dniem 31 lipca 1932 został przeniesiony do rezerwy z równoczesnym przeniesiem w rezerwie do 77 Pułku Piechoty w Lidzie.
Następnie pracował w administracji państwowej. Z dniem 1 sierpnia 1932 został mianowany referendarzem w Urzędzie Wojewódzkim Nowogródzkim, w VII stopniu służbowym. Później jako naczelnik Wydziału Bezpieczeństwa w Urzędzie Wojewódzkim w Nowogródku i Brześciu nad Bugiem. Pełnił stanowisko wiceprezesa zarządu Harcerskiego Klubu Sportowego „Czuwaj” Przemyśl (ponownie wybrany 3 stycznia 1929).
Od 1939 uczestniczył w działalności konspiracyjnej. Oficjalnie prowadził gospodarstwo rolne pod Krakowem (wspólnie z Edwardem Heilem, komendantem Krakowskiej Chorągwi Szarych Szeregów), a w podziemiu kierował Biurem Informacji i Propagandy Okręgu Związku Walki Zbrojnej-Armii Krajowej Kraków oraz wchodził w skład Komendy Okręgu. Redagował wysoko oceniane (m.in. przez pułkownika Jana Rzepeckiego) pismo Okręgu Kraków AK „Małopolski Biuletyn Informacyjny”, aktywnie organizował propagandę dywersyjną w języku niemieckim (tzw. „N”). 11 listopada 1942 dowódca AK awansował go na majora służby stałej.
Po wojnie kontynuował działalność w strukturach konspiracji. Był szefem sztabu (według innych źródeł zastępcą szefa sztabu) komendanta Okręgu Kraków pułkownika Przemysława Nakoniecznikoff-Klukowskiego, przypuszczalnie od kwietnia 1945 (po aresztowaniu Nakoniecznikow-Klukowskiego przez władze bezpieczeństwa) kierował krakowskimi strukturami konspiracyjnymi. W czerwcu 1945 sam Rolewicz został aresztowany, ale nie rozpoznany, wyszedł na wolność w październiku t.r. i działał w organizacji Wolność i Niezawisłość (WiN); był wiceprezesem Zarządu Głównego WiN. W lipcu 1946 został wysłany do Paryża jako emisariusz WiN na Zachód, później był zastępcą szefa Delegatury WiN za granicą. W strukturach Delegatury Sił Zbrojnych na Kraj został zweryfikowany w stopniu podpułkownika (lub pułkownika). Na emigracji używał stale nazwiska Zbigniew Solski, stanowiącego połączenie pseudonimów WiN-owskich Zbyszek i Solski.
Osiadł we Francji, gdzie działał w szeregu organizacji emigracyjnych, m.in. był wiceprezesem Koła AK we Francji. Został pochowany na cmentarzu w Thiais. Krótko przed śmiercią zawarł związek małżeński z Zofią Kaczkowską .

## Ordery i odznaczenia
- Krzyż Oficerski Orderu Odrodzenia Polski (11 listopada 1934)[12]
- Złoty Krzyż Zasługi z Mieczami (1945)
- Srebrny Krzyż Zasługi (10 listopada 1928)[13][14]